# Hugo Münsterberg
Hugo Münsterberg (Danzig, 1863. június 1. – Cambridge, Massachusetts, 1916. december 16.) német származású amerikai pszichológus.
Az ipari és szervezeti pszichológia területén főleg a tapasztalati pszichológia és az ipari hatékonyság kapcsolatait tanulmányozta. Az emberi magatartás tudományos vizsgálatai eredményeként a vezetők számára megkönnyítette az emberek kiválasztását, betanítását és motiváltságuk növelése érdekében a megfelelő műszaki megoldások alkalmazását.

## Életpályája
1863. június 1-jén született Danzig, Németországban (Ma Gdańsk, Lengyelország). Tanulmányait 1882-ben kezdte el Genova Egyetemén, majd Lipcse Egyetemén folytatta. 1883–tól Wilhelm Wundt előadásait hallgatta. 1884-ben megkapta diplomáját, majd 1885-ben a pszichológia doktrora lett. Disszertációjának címe A természetes alkalmazkodás elve volt. 1887-ben Heidelbergben orvosi végzettséget nyert és Freiburgban lett magánorvos, augusztus 7-én elvette Selma Opplert.
1888-ben adta ki Die Willenshandlung című munkáját, majd 1889-ben a Beitrage Zur Experimentellen Psychologie és előadást tartott a Párizsi Nemzetközi Pszichológia Kongresszuson.
Freiburgban 1888 és 1892 között magántanárként tanított és létrehozta az első pszichológiai laboratóriumát, amelyet később még három laboratóriumalapítás követett. Még a lakásában is működtetett egy kísérleti laboratóriumot. Ennek ellenére 1892-ben a filozófia rendkívüli egyetemi tanárává nevezték ki. Ez is mutatja, hogy a pszichológiát már akkoriban is a filozófiával rokon diszciplínának tekinteték, amely beállítódás a gazságpszichológiához való hozzáállást napjainkig befolyásolta. Ugyanebben az évben – 1892-ben – vendégtanári meghívást kapott Bostonba. 1892 és 1895 között a Harvardon a pszichológiai intézetet vezette. Harvard Egyetemi munkásságát 1895 és 1897 között megszakította és valószínű annak reményében tért vissza ez időre Freiburgba, hogy ott rendes tanári kinevezést kaphat. Miután ez nem következett be, William James sürgetésére végleg visszatért Bostonba, ahol berendezte újabb kísérleti laboratóriumát. 1898-ban megválasztották az Amerikai Pszichológia Szövetség (APA) elnökének. 1900-ban kiadta a Grundzuge Der Psychologie című munkáját, majd 1901-ben az Amerikai szokások német szempontból című művét.
1903-1915 között szerkesztette a Harvard Pszichológiai Tanulmányok négy kötetét. 1905-ben adta ki a The Principles of Art Education (A művészetoktatás alapelvei). 1908-ben adta ki a híressé vált On The Witness Stand (A tanuszékben), melyben megkérdőjelezte a szemtanúk megbízhatóságát. 1909-ben adta ki The Eternal Values (Az örök értékek) és Psychology and The Teacher (Pszichológia és a tanár) című munkáit.
1910-ben Harvardról cseretanárnak jelölték a Berlin Egyetemére, ahol megalapította az Amerika Intézetet. 1912-ben részt vett a német tapasztalati pszichológusok gyűlésén.

1913-ban adta ki a Psychology and Industrial Efficiency (Pszichológia és ipari hatékonyság) című munkáját, majd a következő évben a Psychology and Social Sanity (Pszichológia és társadalmi józanész) és a Grundzuge Der Psychotechniic, valamint az első és egyetlen Psychology, General and Applied (Pszichológia, általános és alkalmazott) című híres tankönyvét.
1916-ban adta ki a Tomorrow (Holnap) című munkáját. Még abban az évben, december 16-án, egy előadása közben, meghalt.

## Munkássága
Széles körű kutatásai messze túllépték a gazdaságpszichológia kereteit. Hatalmas kutatási eredményt hagyott maga után. Valószínű ezért élvez a német nyelvterületen különleges megbecsülést, amely odáig megy, hogy Münsterberget az experimentális pszichológián túl gazdaságpszichológia atyjának is tartják.

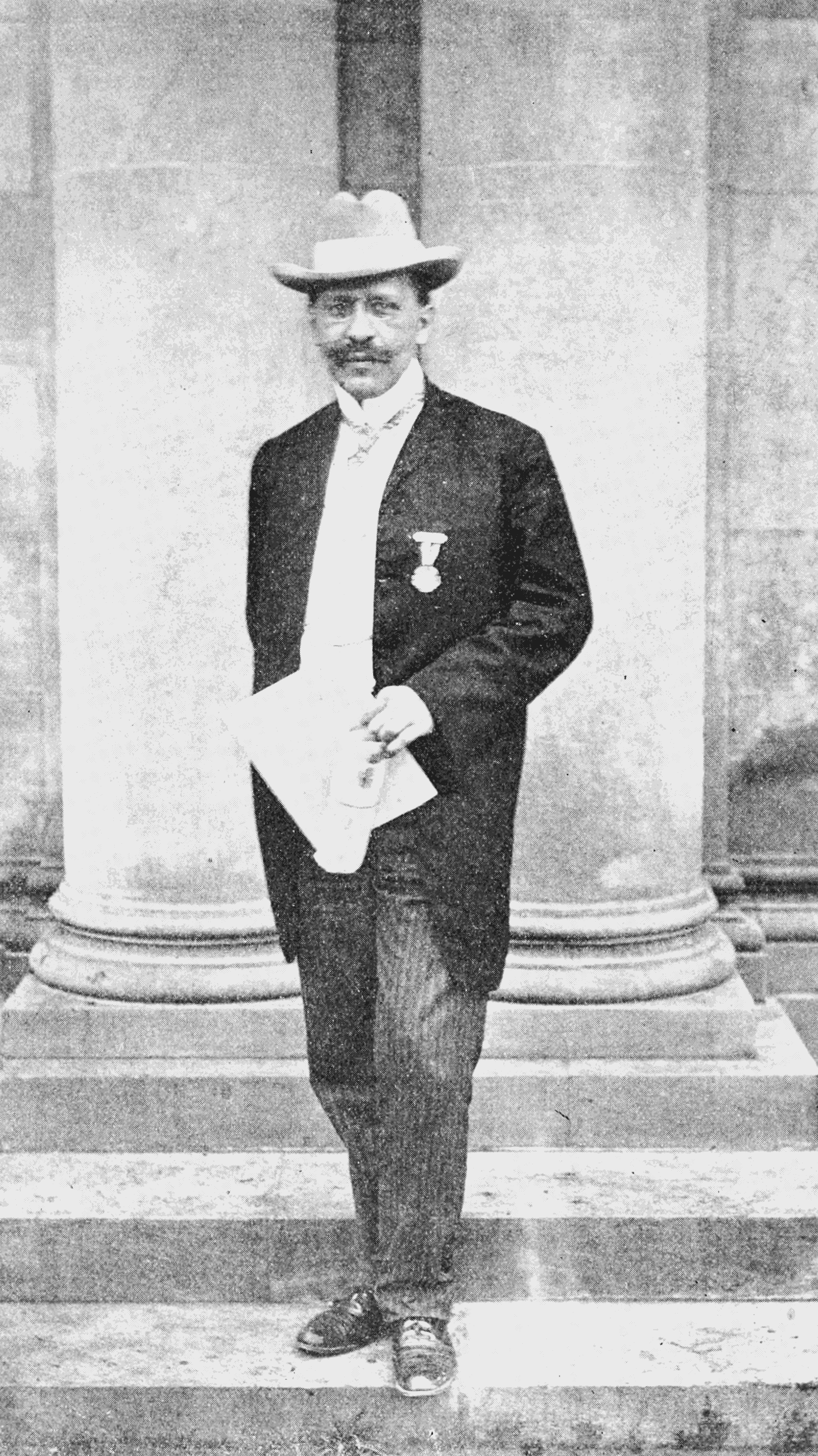
Münsterberg 1904-ben vagy 1905-ben

Münsterberg foglalkozott pszichoterápiával és a hipnózissal. Kutatta a pedagógiai pszichológiával és a jogpszichológiával kapcsolatos jelenségeket. Az utóbbi keretein belül megtervezte és kivitelezte a hazugság-detektort, amely a vérnyomás, a pulzus és a lélegzés változásain keresztül értékes információt nyújt a tanúvallomások hitelességéről. Elsőként alkotta meg a filmpszichológiáját, amelynek téziseit 1916-ban a The Photoplay című művében publikálta.
Münsterberg nem fogadta el Sigmund Freud pszichoanalízisét. Számára a pszichoanalízis fogalmai, mint pl. a „tudatalatti” vagy a „hajtóerők” nem mondtak semmi olyant, ami a pszichológia köréhez tartozna. A hajtóerőket (=Triebe) ösztönök (=Instinkte) címszó alatt foglalta össze, ami Menyhay Imre – a pszichoanalitikus gazdaságpszichológia megalapozója szerint – nem fogadható el. Menyhay rámutat arra, hogy az ösztön fogalmával már Freudnak is problémája volt, mert munkássága kezdetén írásaiban az én és az ösztön fogalmát – intinkt-ich (=ösztön-én) – elnevezéssel használta. A hajtóerő mozgatóerő, ami az élettelent mozgásra, életre serkenti, az ösztön pedig egy viselkedési minta-komplexum – tehát a hajtóerők ingereire adott válasz – reakció – amit egy élőlény örököl abból a célból, hogy komplex élethelyzetekben a kihívásnak gondolkodás nélkül is célravezetően – értelmes módon – meg tudjon felelni. E közben az élőlény úgy viselkedik, mintha értelmes viselkedése tőle származna, pedig az értelem az egész szervezetbe kondicionált komplex és egymásra vonatkoztatott viselkedési minták sorában rejlik, viselkedése azonban csak kifelé, látszólag, csupán a szituációhoz kötött cselekvésben értelmes. Ha az ösztönös értelmes viselkedés körülményeit megváltoztatjuk, az ösztönös viselkedés nem változik, de mivel a körülmények megváltoztak, az ösztönös „értelem” rögvest értelmetlenné válik: Mialatt a sirályok élelemkeresés céljából kiröppentek, Tinbergen kiszedte a fészkekből a tojásokat és jól láthatóan a fészkek elé helyezte azokat. A visszatérő sirályok tehát látták a tojásokat, és mégis az öröklött ösztönös, részleteiben is determinált kotlási magatartásminták komplexumát követték, beültek az üres fészekbe.
Az Én a kihívásokkal dacoló hajtóerőkből sarjad ki, mint az életfenntartás leghatásosabb eszköze, amely az összefüggések megértésén keresztül hathatósan képes támogatni a túlélés lehetőségét. A hajtóerő a forrás, az Én az eredmény. Inkább hajtóerő-én lenne helyén való, mint az ösztön-én, de ez is problémát vetne fel, mert nem okos dolog a forrást egyben eredménynek is tekinteni.
Münsterberg Freud tézisei elleni fellépései alapján is, mint az empirikus kutatás – a kísérleti pszichológia – kompromisszum nélküli művelőjeként ment be a tudománytörténelembe. Nála csak az számított tudománynak, amit mérőeszközök ki tudnak mutatni. Viszont, ha elfogadjuk Garai László (pszichológus) gazdaságpszichológia-fogalmát, miszerint „a gazdasági folyamatok reális felismerésére való hajlandóság vagy a gazdasági realitás érzelmi alapú elutasítása, derűlátó vagy borúlátó értelmezése, bizalom kölcsönzése vagy megvonása, pszichológiai teljesítmény”. amely nem mérhető, akkor Münsterberg kompromisszum nélküli munkásságát – empirikus kutatásainak jelentőségét elismerve – a gazdaságpszichológia eredeti céljának szempontjából érdemes újra értékelni.
Münsterberg 1885 és 1916 között 16 angol és német nyelvű, a pszichológiát és a kísérleti pszichológiát érintő műve jelent meg, amelyekből egy foglalkozik gazdaságpszichológiai aspektusokkal, de ez is kísérleti, racionális nézőpontból kiindulva: Psychologie und das Wirtschaftsleben. Ein Beitrag zur angewandten Experimental-Psychologie. (Pszichológia és a gazdasági élet. Tanulmány az alkalmazott experimentális-pszichológiához) Barth, Leipzig 1912. Ebben részletesen foglalkozik a munka- és organizációpszichológiával, a továbbtanulás, a munkatársak kiválasztásának – a foglalkozási alkalmasság – kérdéseivel. Különös figyelemmel kísérte a munka monotóniája által okozott pszichikus és pszichoszomatikus károsodásokat és a reklám pszichológiai vonatkozásait. Münsterberg a munkapszichológia kiváló kutatójaként is kiérdemli, hogy őt nem csak a németnyelvterületen a kísérleti és empirikus pszichológia atyjaként tiszteljék és tartsák számon.
Az 1843-as születésű Gabriel Tarde gazdaságpszichológiai műve 1902-ben jelent meg, az 1863-as születésű Münsterberg-é pedig 1912-ben. Ezek szerint Gabriel Tarde a gazdaságpszichológia atyja, de kétségtelenül Münsterberg is ott található az alapítók – a veteránok – között. Ebből egyben az is kitűnik, hogy a huszadik században, különösen ennek második harmadában született tudósok nem vehetik igénybe azt, hogy a gazdaságpszichológia alapítói közé sorolják vagy soroltassák magukat.

## Magyarul
- Nemzetkarakterológiák. Rónay Jácint, Hugo Münsterberg és Kurt Lewin írásai; szerk. Hunyady György, első tan. nyelvi átírása Terbe Erika, Oszkó Bea, második, harmadik tan. ford. Berkics Mihály; Osiris, Budapest, 2001 (Osiris könyvtár. A szociálpszichológia klasszikusai)